# آشوب ۱۹۵۲۱
سیارک ۱۹۵۲۱ (به انگلیسی: 19521 Chaos، نامگذاری:1998WH24) نوزده هزار و پانصد و بیست و یکمین سیارک کشف شده‌است که در ۱۹ نوامبر ۱۹۹۸ کشف شد.

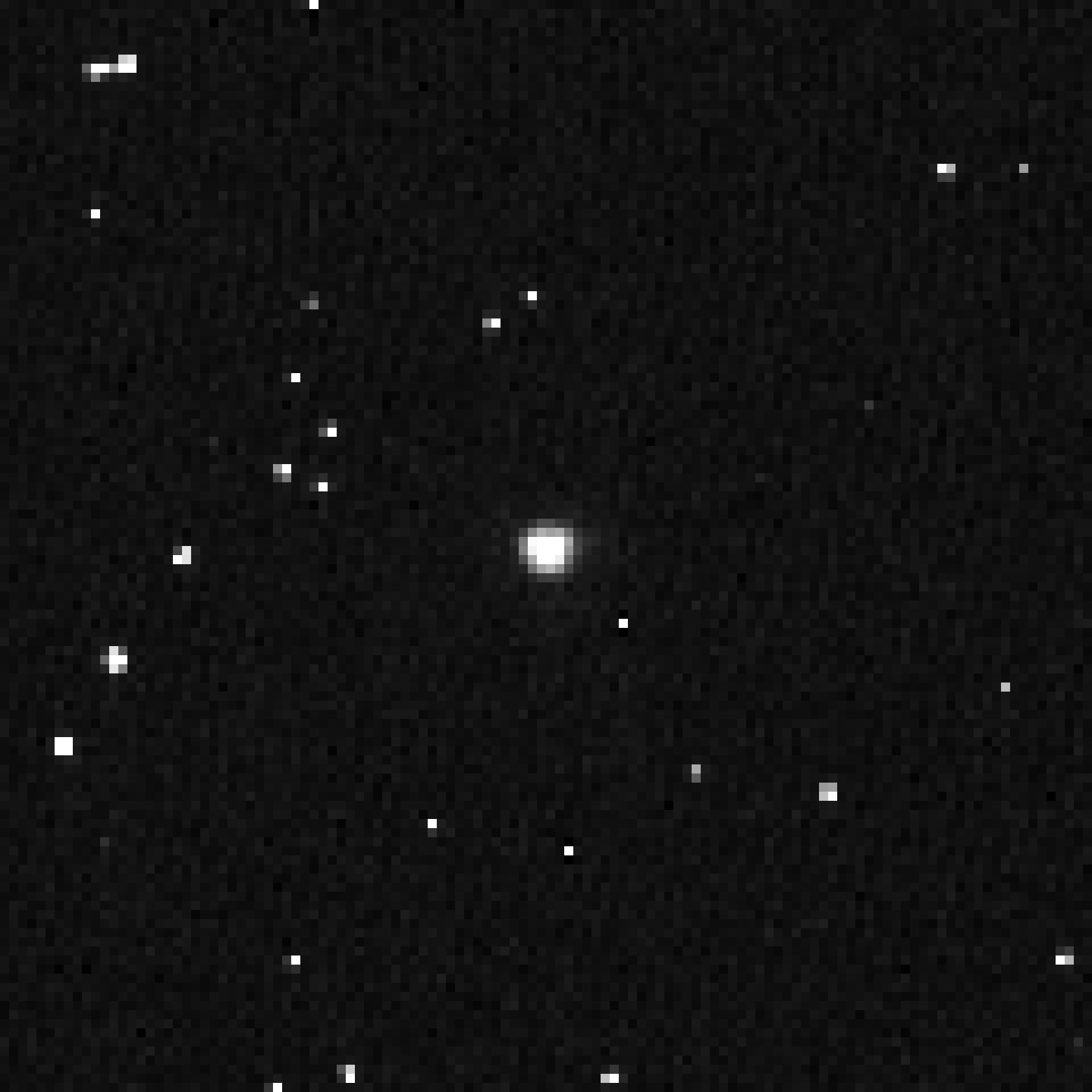
نمایی از سیارک ۱۹۵۲۱ در مرکز تصویر – ۲۰۰۱

قدر مطلق سیارک برابر ۱۴۱۰٫۹ است.